# Festuca magniflora
Festuca magniflora är en gräsart som beskrevs av Evgenii Borisovich Alexeev. Festuca magniflora ingår i släktet svinglar, och familjen gräs. Inga underarter finns listade i Catalogue of Life.